# Maisie Richardson-Sellers

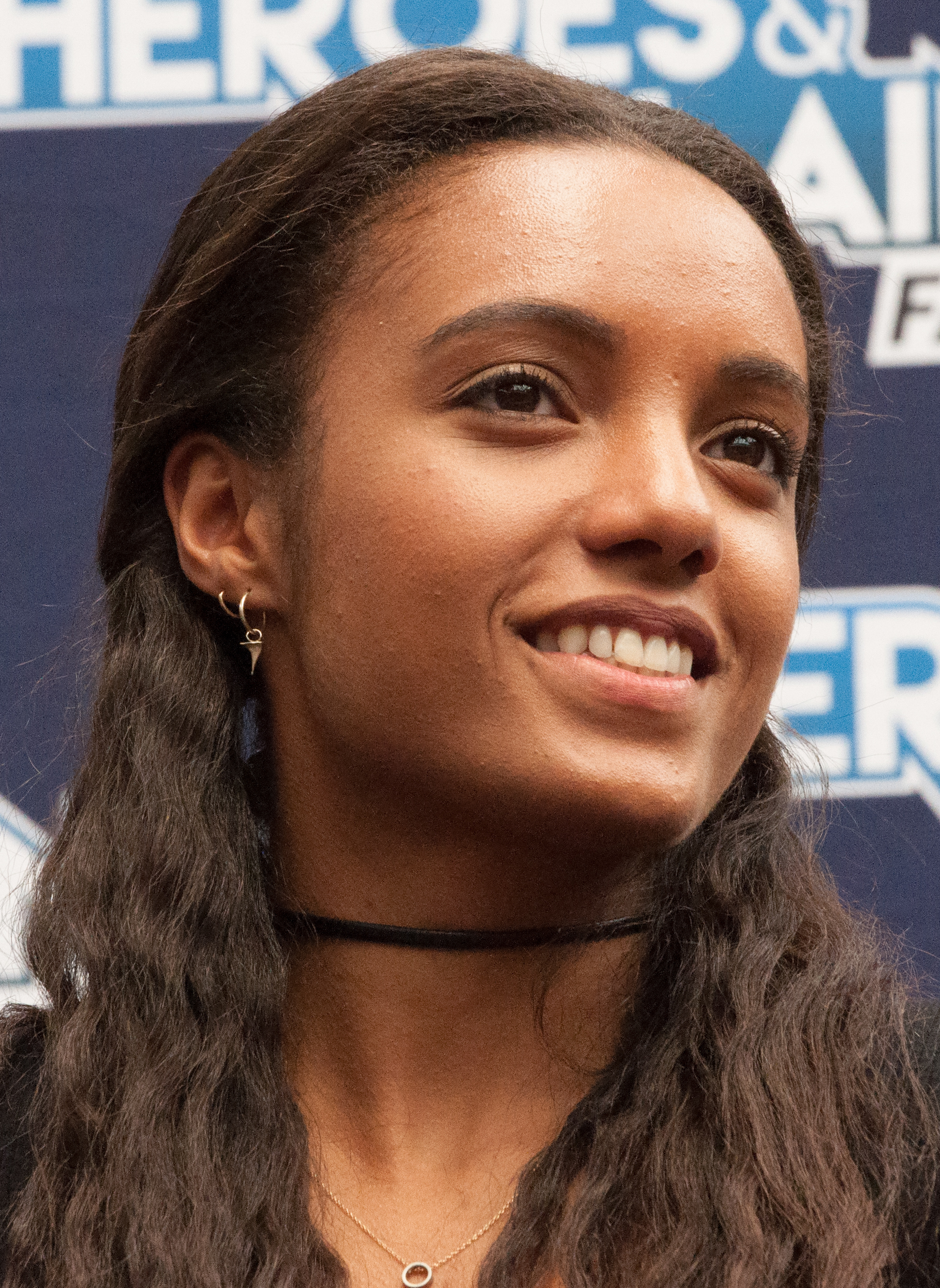
Maisie Richardson-Sellers (2017)

Maisie Richardson-Sellers (* 2. März 1992 in London, England) ist eine britische Schauspielerin.

## Karriere
Richardson-Sellers wurde am 2. März 1992 in London geboren. Ihre Eltern sind im Theaterschauspiel tätig, ihre Mutter ist die Schauspielerin Joy Richardson. Die University of Oxford schloss sie mit den Fächern Archäologie und Anthropologie ab.
2012 wirkte sie im Kurzfilm Our First World mit. Es folgte mit Americano and Rum eine weitere Besetzung in einem Kurzfilm. Seit 2014 spielt sie in der Serie The Originals die Doppelrolle der Eva Sinclair / Rebekah Mikaelson. Letztere Rolle teilt sie sich mit Claire Holt. Ende 2014 bestätigte Richardson-Sellers, dass sie im neuen Star-Wars-Film mitspielen werde. Anfang 2015 bestätigte sich, dass Richardson-Sellers eine Hauptrolle in der Serie Of Kings and Prophets übernehmen werde. Tatsächlich wirkte sie 2016 in neun Episoden der Fernsehserie in der Rolle der Michal mit. Von 2016 bis 2020 wirkte sie in der Fernsehserie Legends of Tomorrow in insgesamt 64 Episoden in den Rollen von Amaya Jiwe, Charlie und Vixen mit. 2018 hatte sie eine Rolle im Kurzfilm Melody. 2020 stellte sie im Film The Kissing Booth 2 die Rolle der Chloe Winthrop dar. Im Folgejahr war sie in der Fortsetzung The Kissing Booth 3 in derselben Rolle zu sehen.

## Filmografie
- 2012: Our First World (Kurzfilm)
- 2013: Americano and Rum (Kurzfilm)
- 2014–2017: The Originals (Fernsehserie, 15 Episoden)
- 2015: Star Wars: Das Erwachen der Macht (Star Wars: The Force Awakens)
- 2016: Of Kings and Prophets (Fernsehserie, 9 Episoden)
- 2016–2020: Legends of Tomorrow (Fernsehserie, 64 Episoden)
- 2018: Melody (Kurzfilm)
- 2020: Group Chat (Fernsehserie, 1 Episode)
- 2020: The Kissing Booth 2
- 2021: The Kissing Booth 3
- 2022: The Undeclared War (Fernsehserie, 6 Episoden)
- 2023: Jagged Mind